# House of Kinnaber

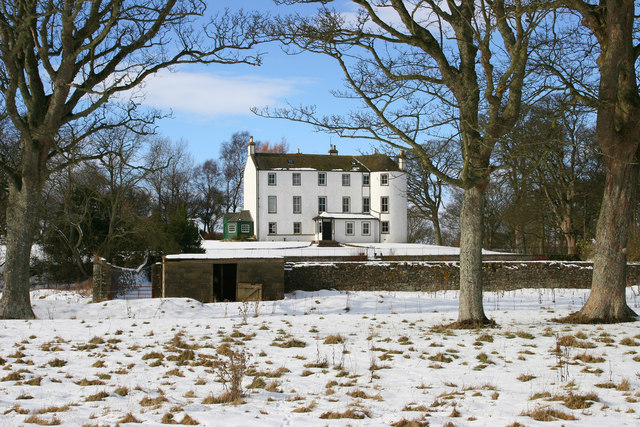
House of Kinnaber

House of Kinnaber, auch Kinnaber House, ist ein Herrenhaus nahe der schottischen Kleinstadt Montrose in der Council Area Angus. 1971 wurde das Bauwerk in die schottischen Denkmallisten in der höchsten Denkmalkategorie A aufgenommen. Der zugehörige Taubenturm ist, ebenso wie das Eishaus als Kategorie-B-Bauwerk klassifiziert. Die Gärten sind ein Denkmal der Kategorie C.

## Geschichte
Das Herrenhaus wurde im Jahre 1680 errichtet. Der Turm wurde vermutlich im frühen 18. Jahrhundert hinzugefügt, während House of Kinnaber in den 1790er Jahren umfassend überarbeitet wurde. Aus Aufzeichnung geht hervor, dass das Herrenhaus vor 1790 über einen Turm an der Südostseite verfügte, der nicht mehr erhalten ist. Der Eingangsbereich wurde im 20. Jahrhundert neu gestaltet.

## Beschreibung
House of Kinnaber steht rund 1,5 km nördlich von Montrose nahe dem rechten Ufer des North Esk abseits der A92. Das dreistöckige Gebäude weist einen L-förmigen Grundriss auf. Die ostexponierte Hauptfassade ist fünf Achsen weit. Der vorspringende Eingangsbereich umschließt die ursprüngliche, mit Architrav ausgeführte Eingangstüre. Rechts tritt an der Nordostkante ein gerundeter Turm heraus. Ein ähnlicher Turm an der Nordwestkante wurde vermutlich im frühen 18. Jahrhundert ergänzt. Der Innenraum entspricht weitgehend der Überarbeitung aus den 1790er Jahren. An der Süd- und der Westfassade wurde jeweils ein Drillingsfenster eingesetzt.